# هارلی دیویدسون و مرد مارلبرو
هارلی دیویدسون و مرد مارلبرو (به انگلیسی: Harley Davidson and the Marlboro Man) یک فیلم اکشن، جنایی و درام آمریکایی محصول سال ۱۹۹۱ با بازی میکی رورک و دان جانسون است. این فیلم را سایمن وینسر بر اساس فیلمنامه ای از دان مایکل پال کارگردانی کرده‌است.
این فیلم یک شکست انتقادی و مالی بود و در باکس آفیس داخلی ۷ میلیون دلار در مقابل بودجه تخمینی ۲۳ میلیون دلار فروخت. راتن تومیتوز، یک گردآورنده نقد، گزارش می‌دهد که ۲۵٪ از ۲۰ منتقد نظرسنجی شده به آن نظر مثبت داده‌اند. میانگین امتیاز ۴٫۴ از ۱۰ بود.

## داستان
دو دوست قدیمی در شرایطی قرار می‌گیرند که نیاز به ۲٫۵ میلیارد دلار پول دارند. آن‌ها به فکر سرقت از بانک افتاده و در این راه سختی‌های زیادی می‌کشند…